# Schaltnetz
Der Begriff Schaltnetz (engl.: combinational circuit oder combinatorial circuit) wird in der technischen Informatik verwendet. Er bezeichnet ein Netz aus elementaren logischen Schaltgliedern (Gattern), die heutzutage technisch mit Transistoren realisiert werden (mehrere Transistoren für jedes Gatter) und theoretisch mit Hilfe der Schaltalgebra untersucht werden können.

## Allgemeines

Schaltnetz: y = f(x)

Ein Schaltnetz stellt den Entwurf (Schaltplan) oder die schaltungstechnische Realisierung einer Schaltfunktion dar. Jede Schaltfunktion kann mittels eines Schaltnetzes dargestellt werden. Umgekehrt können nicht alle Eigenschaften realer Schaltwerke durch eine Schaltfunktion dargestellt werden (zum Beispiel die Signallaufzeiten und die dabei entstehenden Effekte).
Das Schaltnetz verknüpft also Boolesche Eingangsvariablen (zusammengefasst im Eingangsvektor x), welche die Werte 1 oder 0 (wahr oder falsch) annehmen können, durch eine Boolesche Funktion (f). Die Variablenwerte werden für das Schaltnetz durch Spannungswerte an den Eingangsleitungen dargestellt (zum Beispiel 5 V für 1 und 0 V für 0). An den Ausgangsleitungen liegen dann Werte (Ausgangsvektor y) an, die abhängig von den Eingangswerten und der Booleschen Verknüpfungsfunktion sind. 
Das Bild zeigt ein Schaltnetz, welches die Boolesche Funktion y = f (x) realisiert. 

## Eigenschaften
Liegt zu einem Zeitpunkt ein Wert x am Eingang des Schaltnetzes an, dann hängt der Wert y am Ausgang nur zu diesem Zeitpunkt von x ab. Die Zeitverzögerung wird auf der logischen Ebene vernachlässigt, da ein Schaltnetz keine Speicherglieder (Flipflops) enthält. Bei einem Schaltnetz können innere Zustände von außen nicht unterschieden werden.

## Einordnung
- Ein Schaltnetz wird durch eine logische Schaltung realisiert.
- Schaltketten sind durch Übergangsvektoren hintereinandergeschaltete Schaltnetze.
- Fügt man einem Schaltnetz zeitverzögerte Rückkopplungen hinzu, so erhält man ein Schaltwerk (welches nicht mehr Schaltnetz genannt wird).
- Der Oberbegriff für Schaltwerk und Schaltnetz ist Schaltsystem
- Logische Schaltglieder: Nicht-Gatter, AND-/NAND-Gatter, OR-/NOR-Gatter, XOR-/XNOR-Gatter.
- Ein Schaltkreis ist kein Schaltnetz, obwohl ein Schaltnetz durch einen Schaltkreis realisiert werden kann.